# Lashkar-e-Islam
Le Lashkar-e-Islam, Lashkar-e-Islami ou Lashkar-i-Islam (LI ou LeI, ourdou : لشكرِ اسلام, en français : l'armée de l'Islam) est un groupe armé pakistanais islamiste. Il fait partie de la mouvance des talibans pakistanais. Son fief se situerait dans l'agence de Khyber.

## Histoire
Le groupe a été fondé en 2004 par le Mufti Munir Shakir dans les régions tribales. Il est désormais dirigé par Mangal Bagh.
Le Conseil des relations étrangères liste le groupe comme faisant partie des groupes opérant dans les régions tribales et constituant la mouvance des talibans pakistanais. Le principal groupe de cette mouvance est le Tehrik-e-Taliban Pakistan.
Le 17 avril 2008, Mangal Bagh prétend que son mouvement dispose de 180 000 hommes dans l'agence de Khyber. Ces dernières années, les combats entre le groupe et l'armée pakistanaise ont augmenté. 